# Accord de libre-échange entre la Nouvelle-Zélande et l'Union européenne
L'accord de libre-échange entre la Nouvelle-Zélande et l'Union européenne est un accord de libre-échange négocié à partir de 2018 et mise en place en 2024.

## Histoire
L'ouverture des négociations a eu lieu en juin 2018. En juin 2022, les négociations se sont terminées. Le 9 juillet 2023, l'accord est signé officiellement. Il ne devrait pas nécessiter la ratification des 27 parlements nationaux des pays membres de l'Union européenne, seulement du parlement européen et du parlement néo-zélandais. Le parlement européen approuve l'accord le 22 novembre 2023 avec 524 votes pour, 85 votes contre et 21 abstentions). L'accord prend effet le 1er mai 2024.

## Contenu
L'accord inclut la suppression de 98,5 % des droits de douane entre les deux ensembles. L'accord inclut une augmentation du quota sans droit de douane d'importation de viandes ovines de Nouvelle-Zélande de 38 000 tonnes, quota qui était précédemment de 126 000 tonnes, cependant ce dernier n'était pas pleinement utilisé. L'accord inclut également un quota de 10 000 tonnes de viandes bovines avec des droits de douane réduits à 7,9 %, un quota de 15 000 tonnes de lait en poudre avec des droits de douane réduits à 2,20 % et un quota de 15 000 tonnes de beurre. Ces produits agricoles exportés de Nouvelle-Zélande doivent être aux normes européennes. L'accord permet un accès facilité aux marchés publics pour les entreprises des deux blocs.
Il inclut des normes environnementales et sociales communes, qui représente une part significative du traité, avec une dimension contraignante. Il inclut la reconnaissance des indications géographiques protégées. Ces normes incluent un volet développement durable avec des clauses contraignantes, mais également des volets sur l'alimentation durable, sur l'égalité entre les genres ainsi qu'un volet concernant l'impact des subventions des énergies fossiles.